# Velletri
Velletri es una localidad italiana de la provincia de Roma, región de Lazio, con 52 647 habitantes.

## Historia
Villa de los Estados Pontificios, fue ocupada por las tropas españolas e imperiales durante el Saco de Roma en 1527. Entre el 10 y 11 de agosto de 1744 se dio en sus inmediaciones una batalla entre un ejército austriaco y otro hispano-napolitano, terminando con la victoria de Carlos de Nápoles.

## Evolución demográfica
| Gráfica de evolución demográfica de Velletri entre 1861 y 2001 |
|                                                                |
| Fuente ISTAT - elaboración gráfica de Wikipedia                |

## Ciudades hermanadas
- Esch-sur-Alzette
- Puteaux
- Mödling
- Offenbach del Meno
- Zemun
- Kőszeg
- Vsetín